# 知覚する私・理解する私
『知覚する私・理解する私』は松永澄夫によって著された哲学書である。1993年に勁草書房から出版された。

## 内容
第１、２章では、私たちの知覚経験の構造を明らかにした。知覚は、認識論上では観念論の呪縛のもとにある西洋近現代哲学を乗り越えるために論じられるべき、最良の主題の一つである。感覚と知覚との区別、知覚の空間性、体の空間性と運動の重要性、質の経験と物体の概念との関係などを、順序よく取り上げたさまざまな具体的経験に即して考察した。
第３、４章では、出来事の理解を主題とし、因果関係の概念と法則性の概念とを論じた。因果法則という概念に如実に現われる両者の不分明な絡まり合いをときほぐし、西洋近代の哲学で法則性の概念が優位であったという思潮の批判もまじえつつ、因果的理解の根本性とその構造を明らかにした。人間の物事の理解の根底は分類的な理解であること、行動の論理が因果理解の基礎にあること、一般に反復が法則の概念の基礎にあるが、近代科学が見いだした種類の法則は技術的行動の反復なしでは見いだされず、分類的な見方とは違った要素を含むこと、などを論じた。